# نخینه

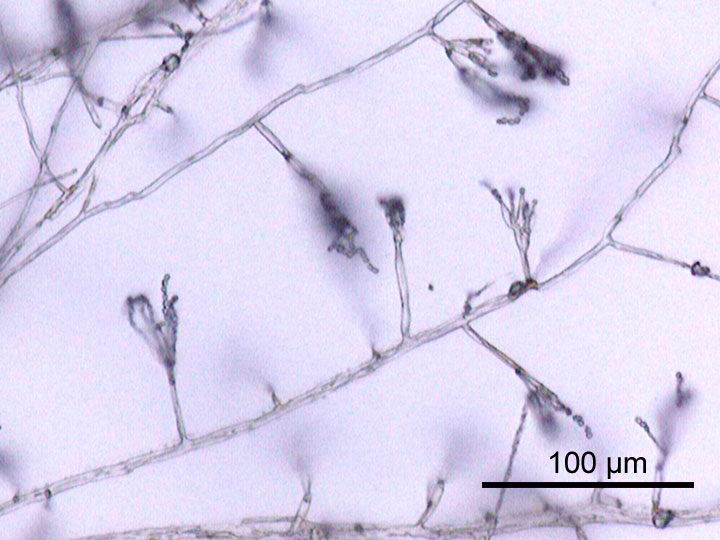
نخینه‌های پنی‌سیلیوم.

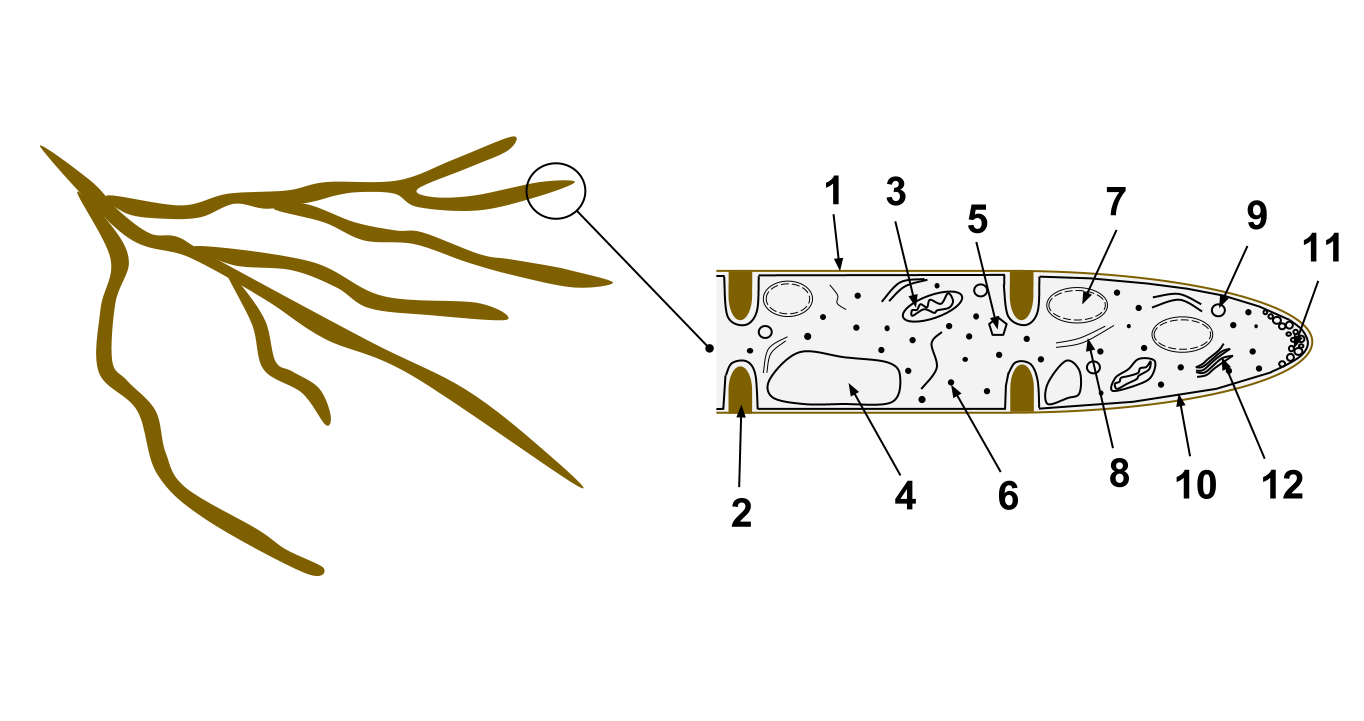
سلول‌های نخینهٔ قارچی ۱- دیوارهٔ نَخینه ۲- دیوارک ۳- میتوکندری ۴- واکوئل ۵- کریستال ارگوسترول ۶- ریبوزوم ۷- هسته ۸- شبکه آندوپلاسمی ۹- جسم لیپیدی ۱۰- غشای پلاسمایی ۱۱- اشپیتزن‌کورپر ۱۲ دستگاه گلژی

نَخینه (Hypha) (ریسه هم نامیده شده) یک ساختار رشته‌ای طویل و شاخه‌شاخه در قارچ، اوومیست و اکتینوباکتریوم است. نخینه در بیشتر قارچ‌ها حالت عادی رشد رویشی است و در مجموع به توده‌های نخینه، جُلینه (میسِلیوم) گفته می‌شود.
در کپک‌ها با رشد لوله‌های زایا نخینه‌ها پدید می‌آیند. هر نخینه قطری در حدود ۵ تا ۶ میکرون داشته و از یک دیوارهٔ نازک و شفاف و لوله‌ای تشکیل شده‌است. یاخته‌های درون بیشتر نخینه با دیوارک از هم جدا شده‌اند. در برخی از قارچ‌ها نخینه‌ها بدون دیوارک هستند و مواد سیتوپلاسمی به همراه هسته‌ها درون نخینه روان هستند.
در برخی از کپک‌های انگلی بخشی از نخینه به شکل اندامی مکشی درآمده‌است که مکنده نامیده می‌شوند. کاربرد مکنده‌ها به درون کشیدن میزبان و بیرون مکیدن مواد غذایی از آن است. این‌گونه تغییر شکل‌ها در قارچ‌های همزیست هم دیده می‌شود. در این موارد، نخینه‌های تغییرشکل‌یافته به درون سامانهٔ ریشه‌ای قارچ وارد شده و یک قارچ‌ریشه به‌وجود می‌آورند. پدیدآوردن قارچ‌ریشه به گیاه کمک می‌کند تا آب و غذا را بهتر جذب کند و در برابر بیماری‌ها مقاوم‌تر شود.